# لیزا اوکیف
لیزا اوکیف (انگلیسی: Lisa O'Keefe؛ متولد ۳۰ اوت ۱۹۷۳) تکواندوکار استرالیایی، متولد وارنامبول است. او در بازی‌های المپیک تابستانی ۲۰۰۰ در سیدنی شرکت کرد. وی در مسابقات قهرمانی تکواندو جهان ۱۹۹۹، در ادمونتون، کانادا، پس از شکست مقابل چو هیانگ-می در مسابقه نیمه نهایی، در کلاس سبک‌وزن صاحب مدال برنز شد.